# Dvorce (Kyjov)
Dvorce (dříve Šenklify, německy Schenkelsdorf či Schenkelhöfel) je malá vesnice, část obce Kyjov v okrese Havlíčkův Brod. Nachází se asi 1,5 km na jihozápad od Kyjova. V roce 2009 zde bylo evidováno 10 adres. V roce 2001 zde trvale žilo 8 obyvatel.
Dvorce leží v katastrálním území Kyjov u Havlíčkova Brodu o výměře 3,96 km2.

## Další fotografie

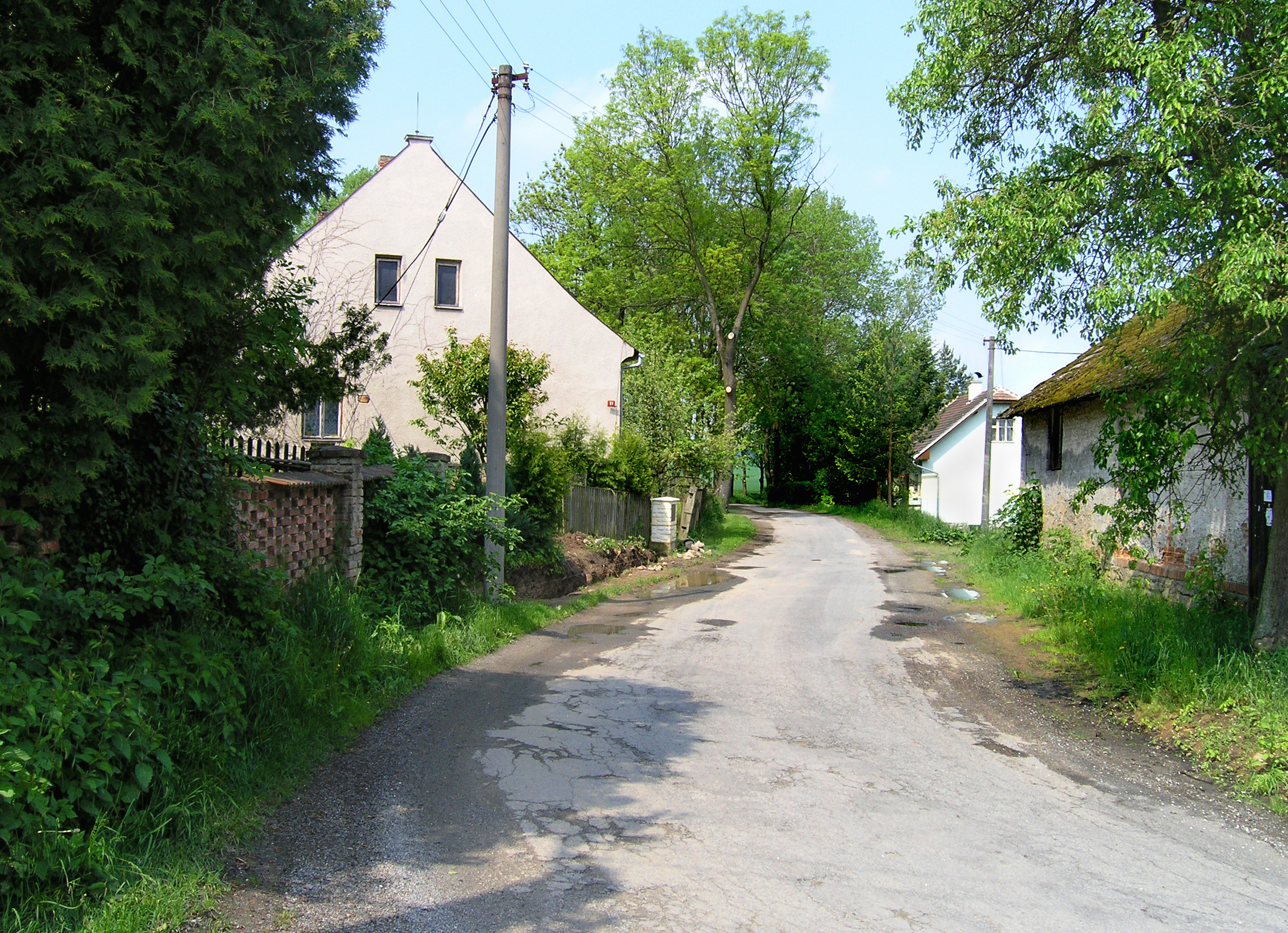
Silnice ke Kyjovu
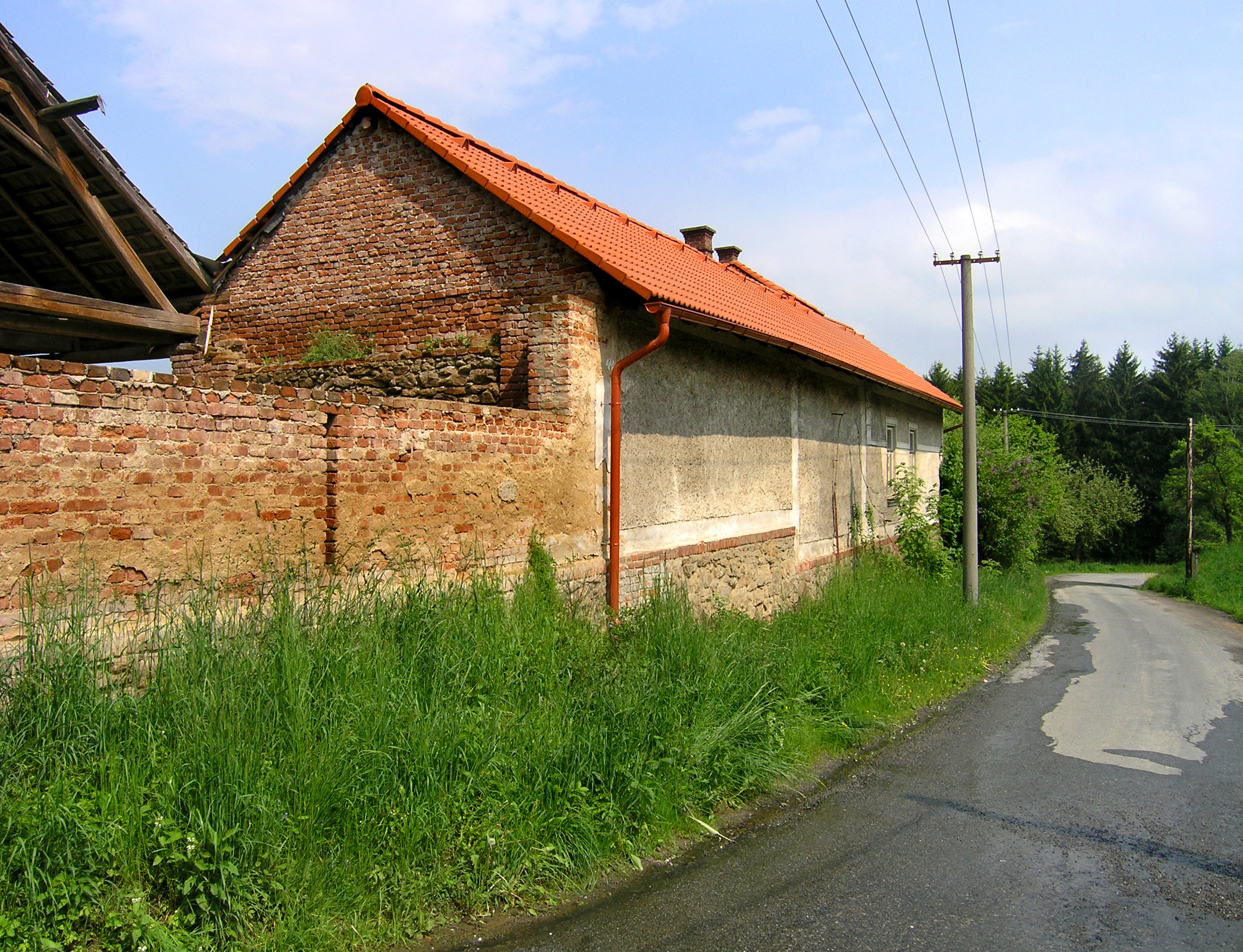
Silnice k Havlíčkovu Brodu
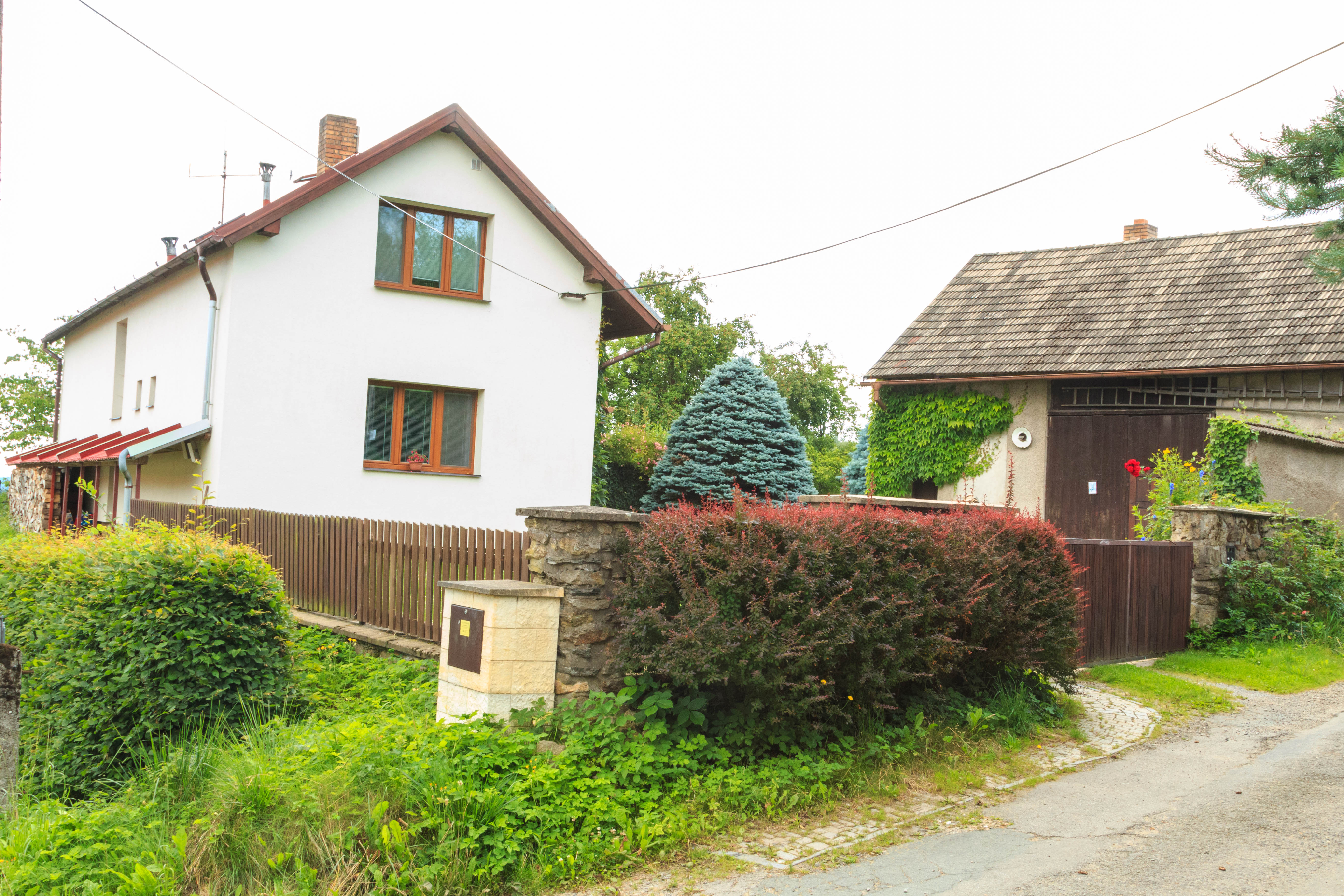
Dvorce čp. 53
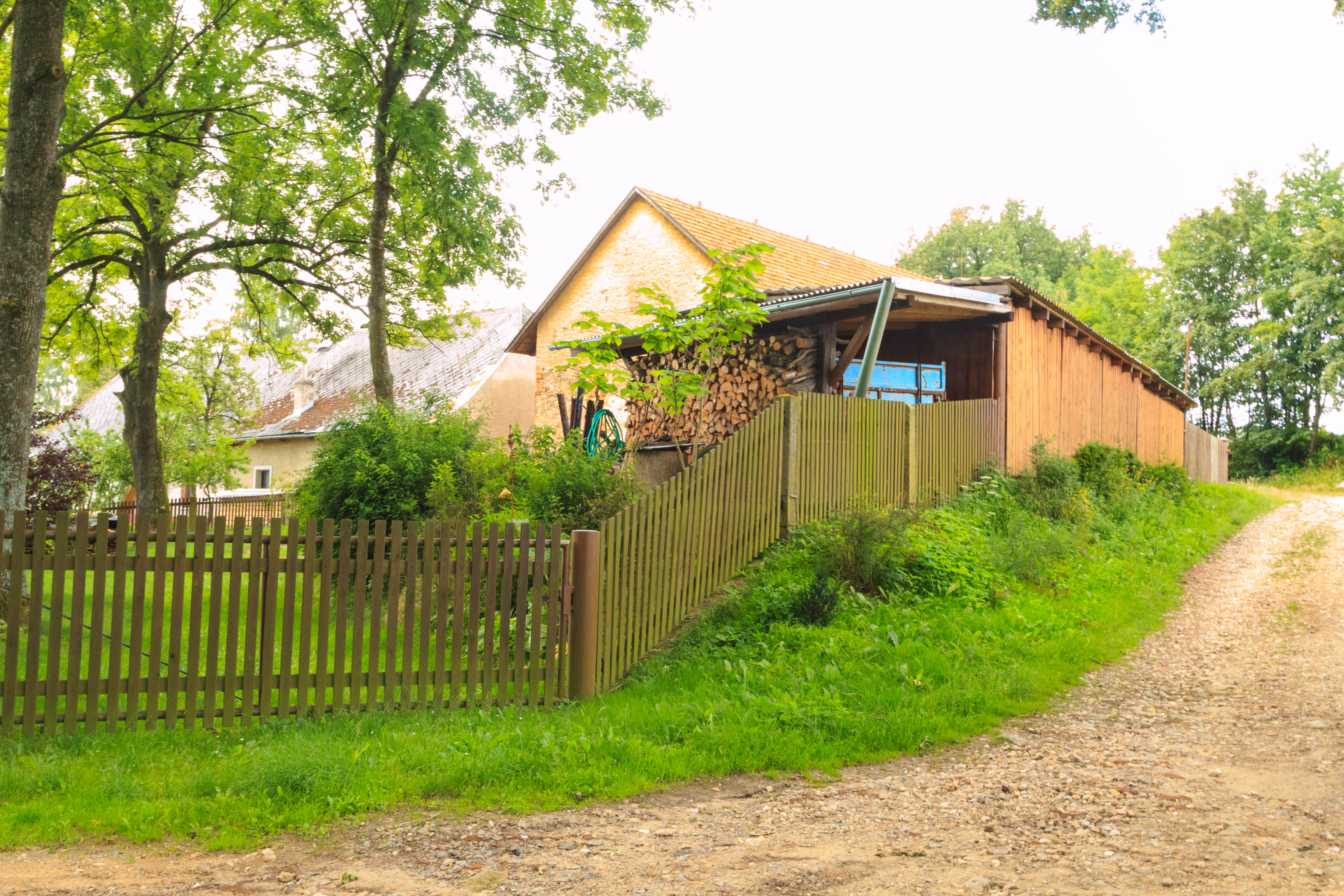
Dvorce čp. 51